# Нямын Жагварал
Нямын Жагварал (1919—1987) — монгольский политик, государственный деятель, экономист, академик, член МНРП, исполняющий обязанности председателя Президиума Государственного Великого Народного Хурала МНР с 23 августа 1984 года по 12 декабря 1984 года после вынужденной отставки Юмжагийна Цеденбала по политическим причинам, и по состоянию здоровья. Экономист, доктор экономических наук, академик АН МНР. Жагварал стал автором нескольких работ по проблемам социалистического преобразования сельского хозяйства МНР.

## Биография
В 1938 окончил Коммунистический университет трудящихся Востока имени И. В. Сталина в Москве, после чего в 1938—1939 годы преподавал в средней школе, а затем в 1939—1940 годах в Высшей школе партийных кадров МНР.
 В 1940—1945 годы был аспирантом Московского института востоковедения. Стал первым из граждан Монголии, получившим учёную степень кандидата экономических наук.
 В 1945—1946 годы работал заместителем председателя и председателем Госплана МНР.
 С 1946 по 1953 годы был заместителем председателя, а в 1953—1957 годы и председателем Комитета наук.
 В 1957—1961 годы занимал должность министра сельского хозяйства.
 С 1957 года — заместитель председателя Совета Министров МНР. Член и секретарь ЦК МНРП.